# 내 친구의 집은 어디인가 (영화)
《내 친구의 집은 어디인가》(페르시아어: خانه دوست کجاست, 영어: Where Is the Friend's Home?)는 1987년 공개된 이란의 드라마 영화이다. 키아로스타미 감독의 코케르 삼부작 중 첫 번째 작품이다.